# Orechová Potôň
Orechová Potôň (Hongaars: Diósförgepatony) is een Slowaakse gemeente in de regio Trnava, en maakt deel uit van het district Dunajská Streda.
Orechová Potôň telt 1.727 inwoners.